# Spilla Strickland

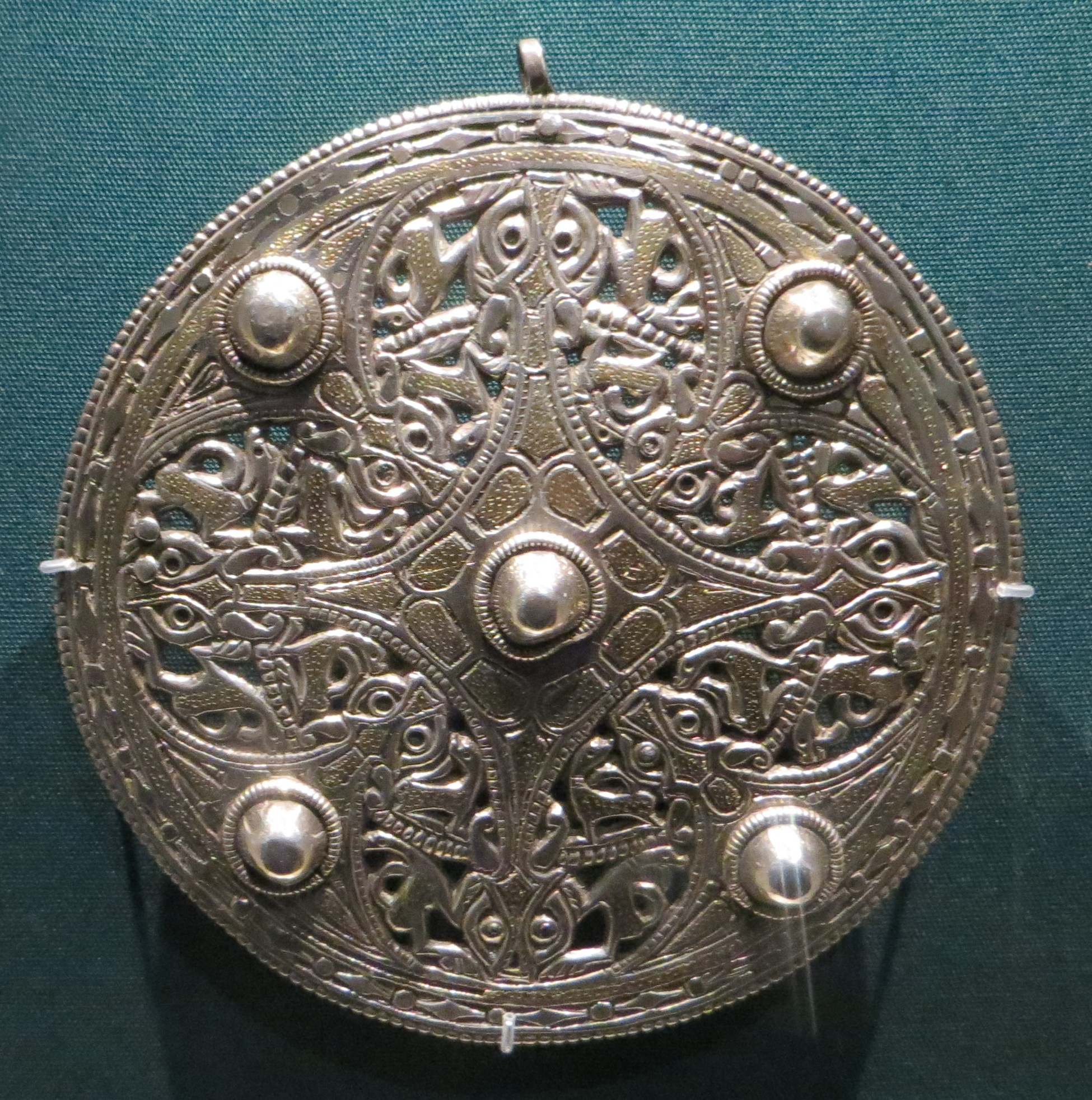
Spilla Strickland al British Museum

La Spilla Strickland è una spilla anglosassone a disco in argento e niello datata alla metà del IX secolo, ora al British Museum. Sebbene la sua esatta provenienza sia sconosciuta, è considerata dagli studiosi come un raro e importante esempio di spilla anglosassone.

## Descrizione
La spilla Strickland è simile nell'aspetto alla spilla Fuller, anch'essa conservata al British Museum. Entrambe le spille sono di forma circolare, realizzate in lamina d'argento e intarsiate con niello e oro. La spilla Strickland è decorata con motivi zoomorfi molto complessi che sono profondamente scolpiti all'interno del quadrilobo, mentre la spilla Fuller è ornata in uno stile più antropomorfo. Nel caso della spilla Strickland, il design include una serie di cani in stile Trewhiddle intervallati da teste canine.

## Storia della proprietà
Per lungo tempo la spilla è appartenuta alla famiglia Strickland dello Yorkshire. Venduta dalla signora W.H. Strickland all'asta di Sotheby's, nel 1949, a un acquirente statunitense, gli fu negata la licenza di esportazione e nello stesso anno fu acquistata dal British Museum. La spilla è considerata un capolavoro della collezione anglosassone del museo e ha svolto un ruolo importante nel dimostrare la sofisticata abilità artistica degli argentieri inglesi durante l'alto Medioevo.